# Rotores de Portugal
Los Rotores de Portugal son el grupo de helicópteros de vuelo acrobático de la Fuerza Aérea Portuguesa creado en abril de 1976 y que se encuentra integrado en el Escuadrón 552 (Esquadra 552), con sede en la Base Aérea de Beja (Beja, Portugal).
Operan en sus exhibiciones aéreas tres helicópteros Aérospatiale Alouette III de fabricación francesa, aunque en los próximos años la Fuerza Aérea Portuguesa los renovará por AgustaWestland AW109 o Eurocopter EC 120 Colibri, y todavía no se sabe si este cambio también se realizará en los Rotores de Portugal, o supondrá su desaparición.

## Helicópteros utilizados
| Helicóptero               | Número      | Periodo           |
| ------------------------- | ----------- | ----------------- |
| Aérospatiale Alouette III | 4           | 1976 — 1980       |
| inactividad               | inactividad | 1980 — 1982       |
| Aérospatiale Alouette III | 3           | 1982 — 1991       |
| Aérospatiale Alouette III | 2           | 1991 — 1992       |
| inactividad               | inactividad | 1992 — 1993       |
| Aérospatiale Alouette III | 3           | 1993 — 1994       |
| inactividad               | inactividad | 1994 — 2004       |
| Aérospatiale Alouette III | 3           | 2004 — 2005       |
| inactividad               | inactividad | 2005 — 2006       |
| Aérospatiale Alouette III | 3           | 2006 — actualidad |

## Galería de imágenes

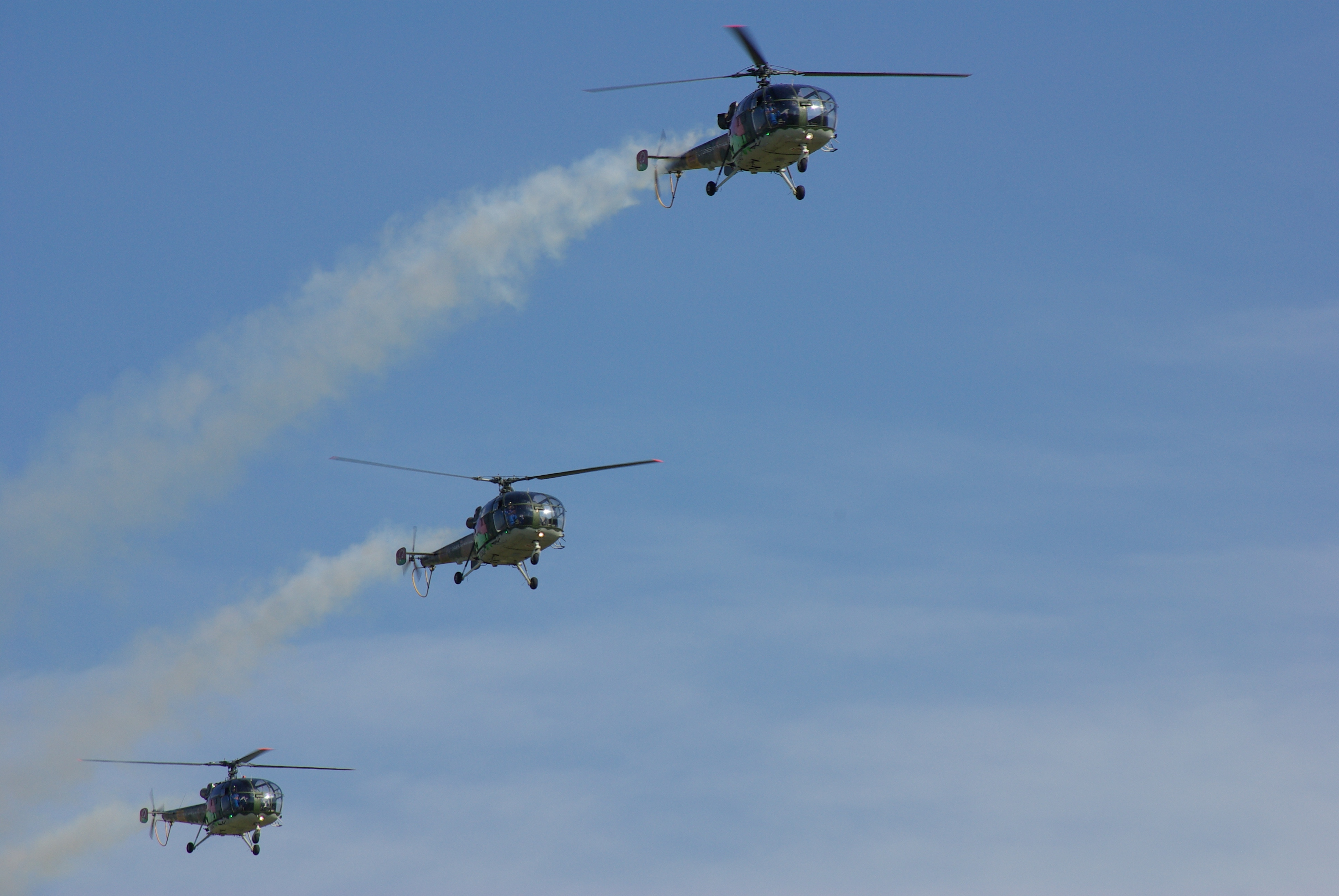
Los Rotores de Portugal realizando una exhibición en Muret (Francia) en mayo de 2009.
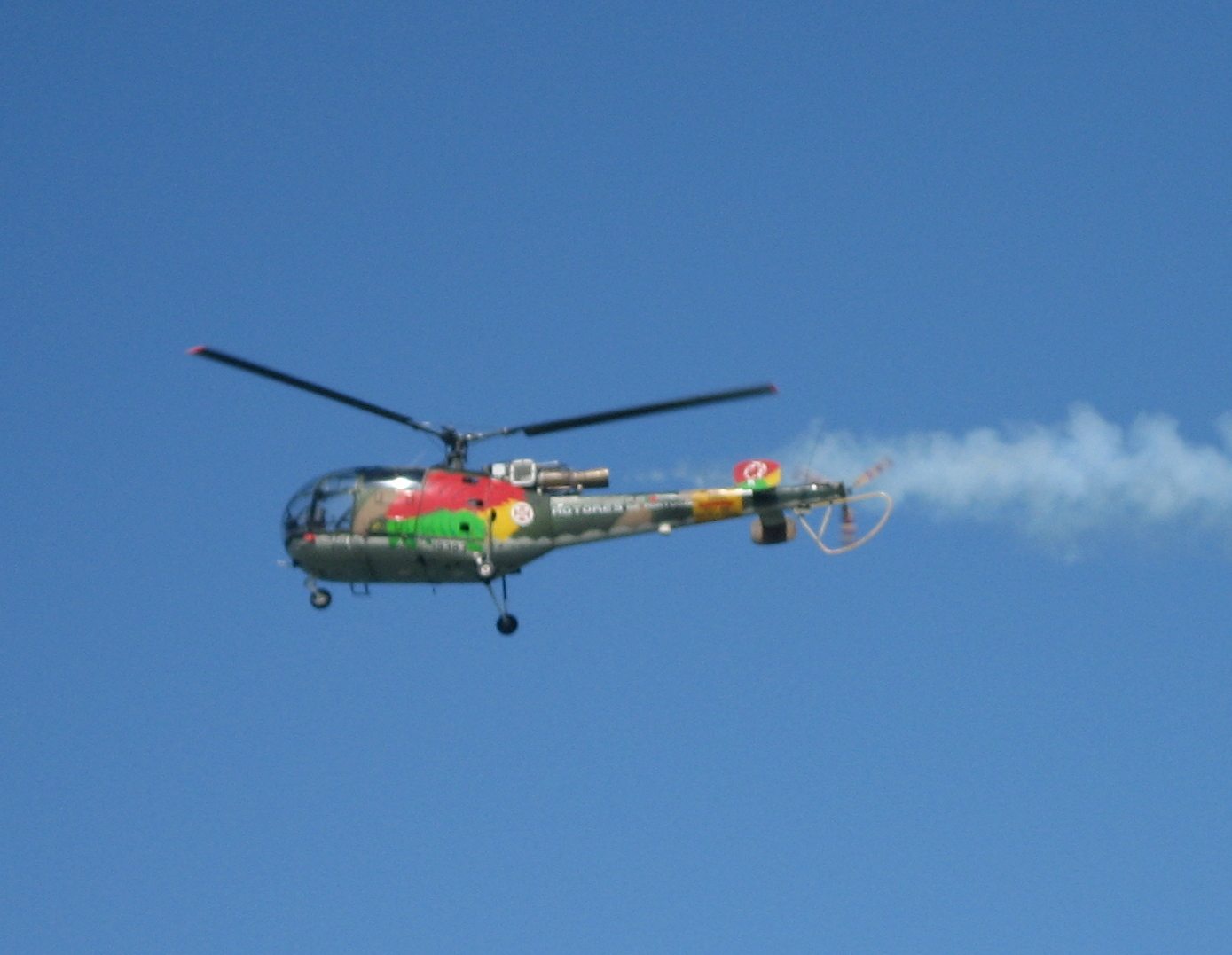
Uno de los Aérospatiale Alouette III de los Rotores de Portugal en el Festival Aéreo de Vigo 2009.
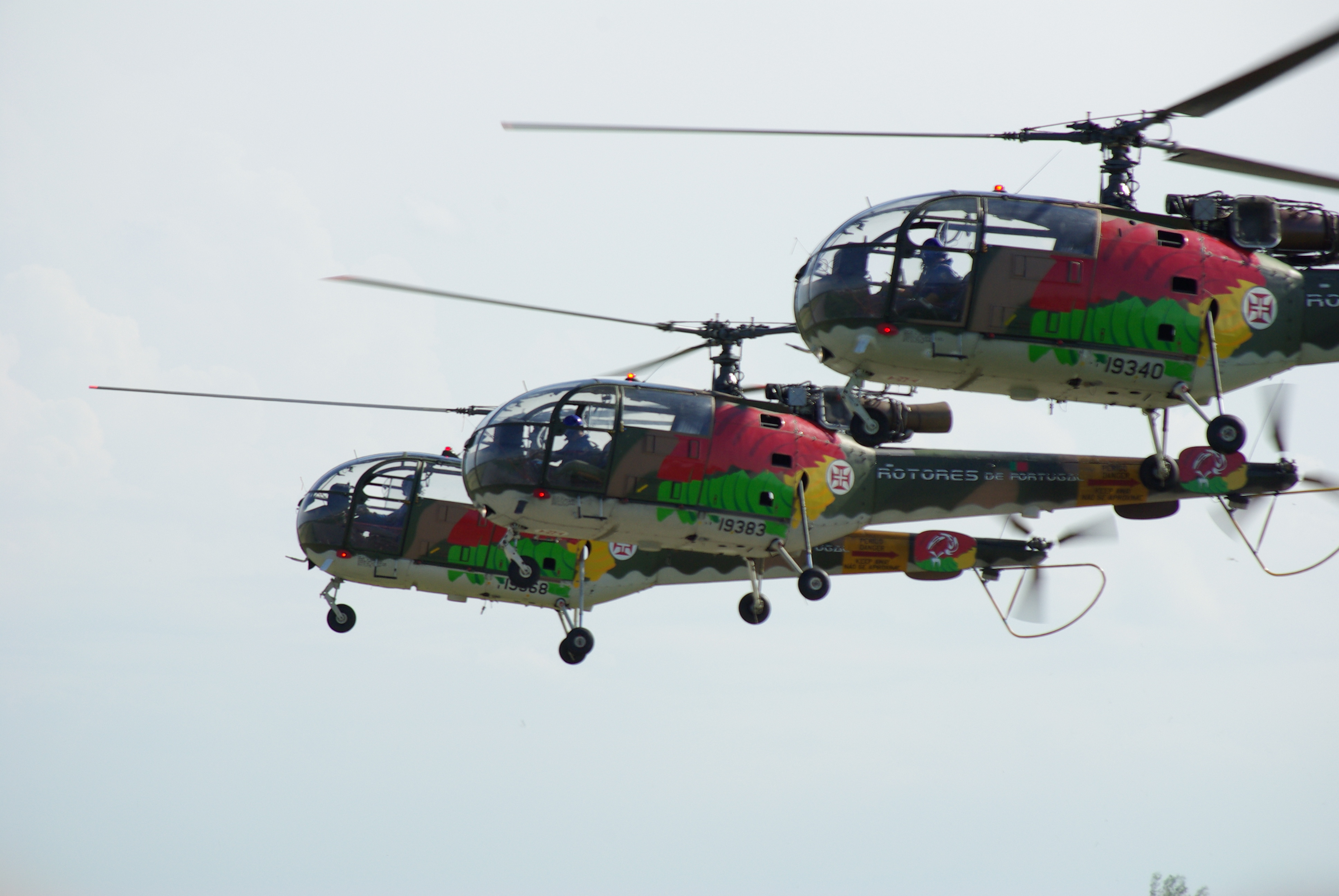
Los tres Aérospatiale Alouette III de los Rotores de Portugal.
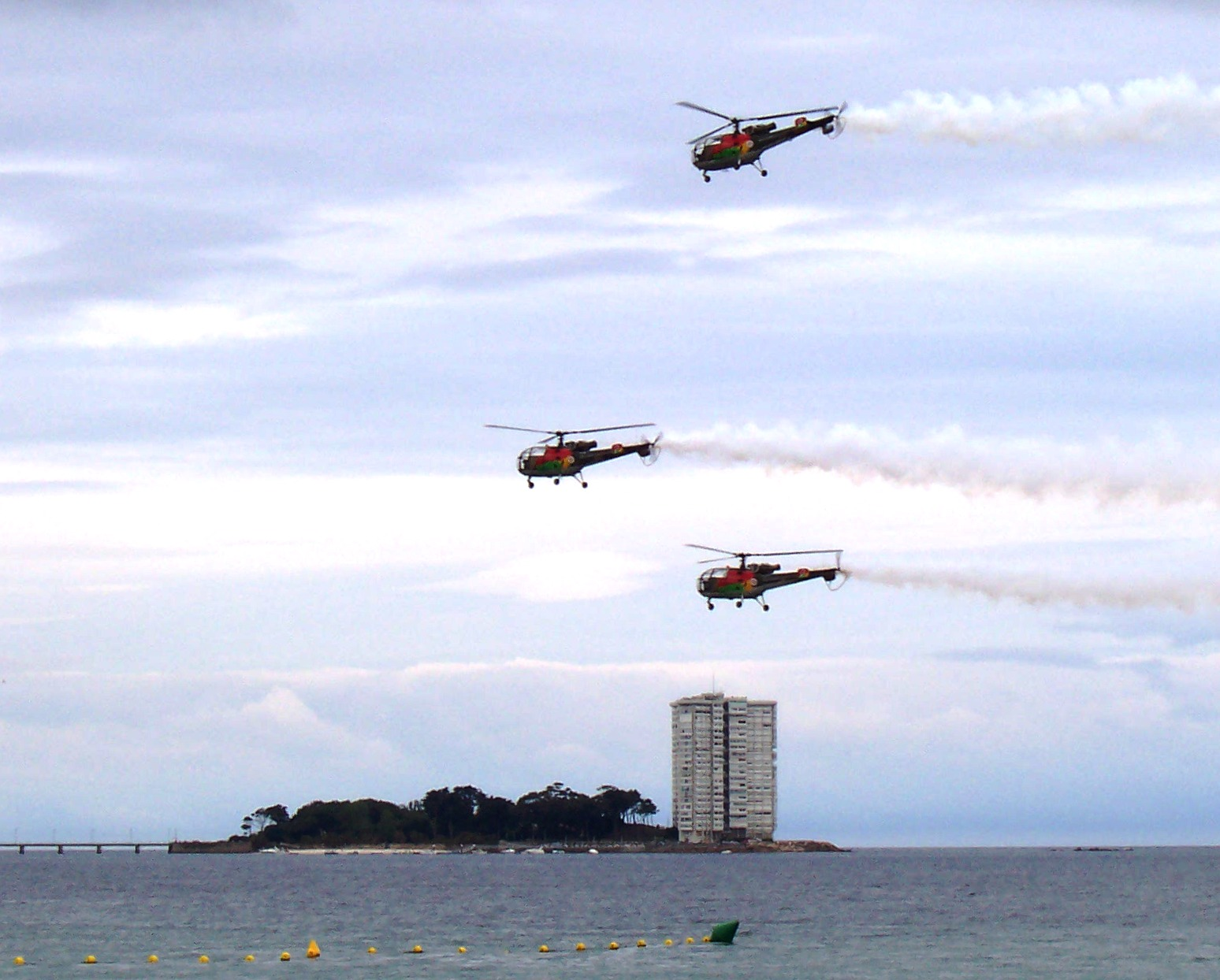
Frente a la Isla de Toralla.